# Entidade intermunicipal
Uma entidade intermunicipal, intercomunidade ou mancomunidade (também conhecida por comunidade de municípios ou sindicato intermunicipal) é uma associação voluntária de municípios. As entidades intermunicipais gozam de personalidade jurídica própria para o cumprimento das suas finalidades, e podem existir sem limite de tempo, ou ser criadas unicamente por um tempo determinado e para a realização de uma ou mais atividades concretas.
Em alguns países, as entidades intermunicipais podem ser criadas de modo obrigatório para a prestação de determinados serviços quando a lei assim o estabelece.

## Europa

### Espanha

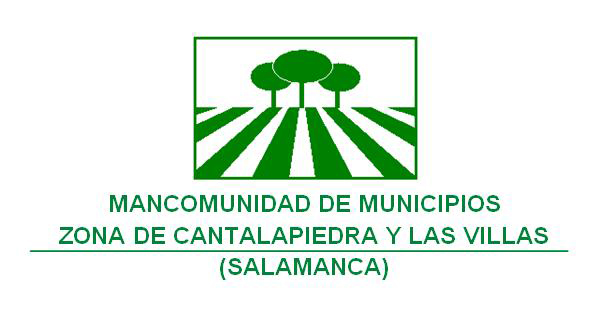
Logótipo da Mancomunidade de Cantalapiedra e Las Villas, situada na província de Salamanca, comunidade autónoma de Castela e Leão, Espanha.

A mancomunidade em Espanha (em castelhano: mancomunidad; aragonês: mancomunidat; asturiano: mancomunidá; catalão: mancomunitat; galego: mancomunidade; basco: mankomunitatea) é uma entidade intermunicipal administrativa, própria da Espanha.
Em termos jurídicos, refere-se à livre associação de municípios, dentro do enquadramento jurídico nacional, mediante a criação de uma entidade local superior, à qual os municípios associados delegam parte das funções ou competências que lhes são conferidas pela lei, com o objectivo de prestar serviços a todos os seus membros. É semelhante a uma comarca, com a diferença de que a comarca tem significados um tanto diferentes nas várias comunidades autónomas de Espanha, ao passo que a mancomunidade define-se identicamente em todo o país. Os municípios numa única comunidade não precisam ser coextensivos (embora geralmente sejam). Eles são obrigados a estabelecer um objetivo claro, criar órgãos de gestão distintos daqueles dos municípios individuais e fornecer à mancomunidade parte do seu próprio orçamento.
São formas associativas não territoriais; portanto os municípios que as compõem não são necessariamente contíguos. O que as mancomunidades requerem é que seus objectivos sejam claros, que haja orçamento e órgãos de gestão próprios, independentes dos municípios participantes.
As mancomunidades gozam de personalidade jurídica própria para o cumprimento dos fins a que se destinam, podendo existir por tempo indeterminado ou por tempo determinado para a realização de tarefas concretas.
Também ocorrem em outros países de língua espanhola nas Américas, tais como o Equador.

#### Propósito
Em Espanha, há uma série de regiões naturais ou históricas que, apesar da forte identidade e objetivos comuns dos seus habitantes, são divididas por fronteiras provinciais ou mesmo fronteiras de antigos reinos. Exemplos de tais regiões são Terra de Campos, Manchuela e Ilercavonia. Tais regiões ou comarcas muitas vezes não conseguiram obter o reconhecimento legal necessário para o seu desenvolvimento administrativo dentro dos quadros provinciais ou autonómicos existentes. Por isso, os seus municípios recorreram a organizar-se numa mancomunidade.
Outros grupos de municípios que não enfrentam o problema das fronteiras que cortam a sua região natural de comarca, podem formar uma mancomunidade para fins económicos, melhorar os serviços locais ou aliviar alguma forma de negligência administrativa histórica devido à distância e à falta de comunicação com os atuais centros administrativos.

### França

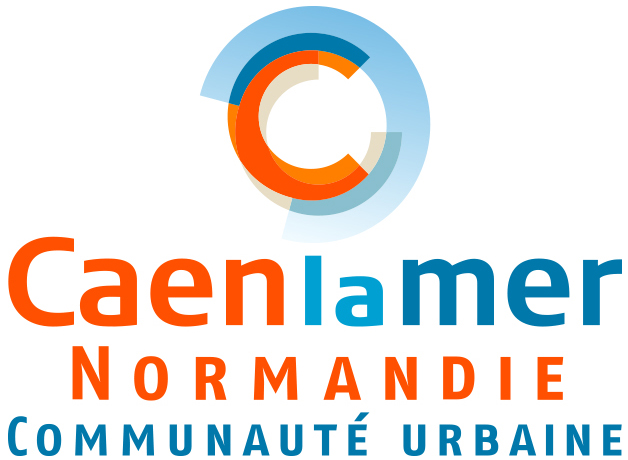
Logótipo da Comunidade Urbana de Caen la Mer, situada no departamento de Calvados, região da Normandie, França.

As intercomunidades da França (em francês: intercommunalité) são diversos tipos de agrupamentos de municípios em organismos legais que lhes permitem exercer certas competências em comum, principalmente do tipo fiscal ou económico, ou promover obras públicas e serviços de cooperação. Estes organismos públicos recebem o nome genérico de Estabelecimentos Públicos de Cooperação Intercomunal (EPCI) (établissement public de coopération intercommunale, em francês), e variam em função da sua população, de se se localizam em meio rural ou urbano, e de se têm ou não fiscalidade própria.

### Portugal
Em Portugal as entidades intermunicipais correspondem a agrupamentos voluntários de municípios e subdividem-se em duas categorias:
- Comunidades Intermunicipais;
- Áreas Metropolitanas.

Presentemente, as Unidades Territoriais para Fins Estatísticos de nível 3 (NUTS 3), estabelecidas pelo Eurostat, coincidem, em grande parte,com as extensões geográficas das atuais entidades intermunicipais.

### Bélgica
Na Bélgica, designa-se intercomunal (intermunicipal) a uma empresa pública criada por pelo menos duas comunas (municípios) que se associam a fim de realizar as missões de serviço público de interesse comunal (municipal). As intercomunais são notavelmente ativas nos setores do desenvolvimento económico, na recolha de resíduos sólidos, no tratamento de águas residuais, na distribuição de água, de gás e de eletricidade e na teledistribuição (distribuição de telecomunicações).

### Luxemburgo
No Luxemburgo, a intercomunidade assume a forma de um sindicato intermunicipal (em francês: syndicat intercommunal) que pode associar pelo menos duas comunas (municípios) para explorar um equipamento (estação rodoviária, estação ferroviária, estação de metro ou metrô, estação intermodal, parque natural, etc.).

### Suíça
A maioria dos municípios suíços (comunas suíças) criaram ou juntaram-se em grupos intermunicipais para cumprir tarefas comuns, em particular na gestão das escolas, tratamento dos resíduos, purificação e tratamento das águas residuais, gestão das florestas e dos vinhedos, etc.
Alguns destes grupos intermunicipais são de direito público, geralmente sindicatos ou convenções intermunicipais (em francês: généralement des syndicats ou conventions intercommunales), outros de direito privado, designados de associações intermunicipais (em francês: associations intercommunales) e ainda outros informais na forma de acordos ou entendimentos intermunicipais.
A cooperação também pode assumir a forma de um órgão transfronteiriço com os países vizinhos.

## América do Norte

### Estados Unidos da América
No governo local dos Estados Unidos da América, uma cidade-condado consolidada é uma cidade e condado que foram amalgamadas numa jurisdição unificada. Como tal, é simultaneamente uma cidade, que é um município, e um condado, que é uma divisão administrativa de um estado. Acumula, em simultâneo, os poderes e responsabilidades de ambos os tipos de entidades.

## América do Sul

### Bolívia
Na Bolívia uma mancomunidade é a associação voluntária entre entidades territoriais autónomas municipais que desenvolvem ações conjuntas no quadro das competências legalmente atribuídas aos seus integrantes para a realização de planos, programas e projetos comuns, dentro de um período e quadro jurídico determinado e que requere a existência de um Diretório e estrutura organizativa. (MACHICADO, Jorge, "Regime Jurídico Boliviano Das Mancomunidades Municipais", 2012, Consulta: quarta-feira, 25 de janeiro de 2012).
Procedimento Administrativo de Formação de uma Mancomunidade Municipal na Bolívia:
Passo 1.- Assina-se um Convénio de Constituição de Mancomunidade Municipal (MM). Este Convénio é assinado pelos alcaides dos municípios participantes na MM.
Passo 2.- O Convénio deve ser aprovado pelos Conselhos Municipais respectivos através de Deliberação Municipal.
Passo 3.- Cria-se um Diretório. É formado pelos Alcaides.
Passo 4.- Redige-se os Estatutos (Modo de eleger as autoridades da MM) e o Regulamento (Regula o comportamento das autoridades da MM).
Passo 5.- Com estes documentos inicia-se ante a Governação o processo de obtenção de Personalidade Jurídica." (MACHICADO, Jorge, "Procedimento Administrativo de Formação de uma Mancomunidade Municipal na Bolívia", 2012, Consulta: quarta-feira, 25 de janeiro de 2012).

### Equador
No Equador as mancomunidades são entidades de direito público com personalidade jurídica para o cumprimento dos seus fins específicos determinados de maneira expressa no convénio de criação. O Código orgânico de organização territorial, autonomia e descentralização no seu artigo 285 estabelece:
"Os governos autónomos descentralizados regionais, provinciais, distritais, cantonais ou paroquiais rurais e os das circunscrições territoriais indígenas, afro-equatorianas e montubias poderão formar mancomunidades entre si, com a finalidade de melhorar a gestão das suas competências e favorecer os seus processos de integração, nos termos estabelecidos na Constituição e em conformidade com os procedimentos e requisitos estabelecidos neste Código.
Quando o mancomunamento se realize entre dois ou mais governos autónomos descentralizados do mesmo nível de governo que não sejam contíguos ou entre governos autónomos descentralizados de distintos níveis denominar-se-ão consórcios.
As mancomunidades e consórcios que se constituam poderão receber financiamento do orçamento geral do Estado para a obra ou projeto objeto do mancomunamento, em função da importância da obra ou projeto, prévia aprovação por parte do governo central."
O seu registo deve fazer-se no Conselho Nacional de Competências de acordo com o seguinte procedimento:
1. A resolução de cada um dos órgãos legislativos dos governos autónomos descentralizados integrantes, mediante a qual se aprova a criação da mancomunidade;
2. A subscrição do convénio de mancomunidade acordado pelos governos autónomos descentralizados, por parte dos representantes legais de cada um. O convénio da mancomunidade deverá conter pelo menos os seguintes elementos: denominação da mancomunidade, identificação dos governos autónomos descentralizados que a integram, seu objeto ou finalidade específica, o prazo da mesma e os recursos que destine cada membro e que constituirão o seu património;
3. A publicação do convénio e das resoluções habilitantes de cada governo autónomo descentralizado no Registo Oficial; e,
4. A inscrição da formação da mancomunidade no Conselho Nacional de Competências, quem será responsável de avaliar a execução do cumprimento das competências mancomunadas.
Segundo o Conselho Nacional de Competência, em 2016 foram registadas a formação de 46 mancomunidades.

### Peru
No Peru a mancomunidade é algo novo que começou no ano de 2016 com a criação da Mancomunidade do sul que integra vários departamentos do sul peruano, prevê-se que as mancomunidades sejam uma organização transitória para a criação das planeadas macroregiões.